# Паршинский сельсовет (Шаховской район)
Паршинский сельсовет — упразднённая административно-территориальная единица, существовавшая на территории Московской губернии и Московской области до 1977 года.
Паршинский сельсовет возник в первые годы советской власти. По данным 1922 года он находился в составе Судисловской волости Волоколамского уезда Московской губернии.
В 1924 году Паршинский с/с был переименован в Жилогорский сельсовет, но уже в 1926 году вновь стал Паршинским.
По данным 1926 года в состав сельсовета входил 1 населённый пункт — Паршино-2, Паршино-3 и Замошье.
В 1929 году Паршинский с/с был отнесён к Шаховскому району Московского округа Московской области. При этом к нему был присоединён Пановский с/с.
17 июля 1939 года из упразднённого Бролинского с/с в Паршинский были переданы селения Бролино и Щемелинки.
4 января 1952 года селение Щемелинки было передано из Паршинского с/с в Черленковский с/с.
14 июня 1954 года к Паршинскому с/с был присоединён Хованский с/с (селения Вишенки, Софьино и Ховань).
8 августа 1959 года из Паршинского с/с в Судисловский были переданы селения Вишенки, Софьино и Ховань. 20 августа 1960 года эти селения были возвращены в Паршинский с/с.
1 февраля 1963 года Шаховской район был упразднён и Паршинский с/с вошёл в Волоколамский укрупнённый сельский район.
11 января 1965 года Шаховской район был восстановлен и Паршинский с/с вновь вошёл в его состав.
28 января 1977 года Паршинский с/с был упразднён, а его территория в полном составе передана в Волочановский с/с.